# Tony Goldschlag
Tony Goldschlag, auch Toni Goldschlag (geboren als Antonie Lermer am 22. September 1890 in Krakau, Österreich-Ungarn; gestorben um den 3. Oktober 1944 im KZ Auschwitz) war eine deutsche Sängerin und ein Opfer des Holocaust.

## Leben
Tony Lermer wurde als Tochter des jüdischen Glasermeisters Salomon Lermer und dessen Ehefrau Scheindel geb. Jakobsohn im damals österreichischen Krakau geboren. Schon in jungen Jahren kam sie nach Deutschland, wo sie in Berlin eine bescheidene Karriere als Konzertsängerin machte. 1917 heiratete sie in Charlottenburg den jüdischen Kapellmeister Gerhard Goldschlag. 1922 wurde Stella, die einzige Tochter des Ehepaares, geboren.
Tony Goldschlag trat auch als Chorsängerin in der Berliner Synagoge auf und wirkte, nachdem Juden nunmehr aller anderen künstlerischen Tätigkeiten beraubt worden waren, zuletzt vor allem im Rahmen von Veranstaltungen des Kulturbunds Deutscher Juden. Im Zweiten Weltkrieg setzte man Tony Goldschlag als Zwangsarbeiterin ein. Lange Zeit wurde ihre Deportation und die ihres Gatten aufgeschoben, da deren Tochter Stella Goldschlag als Greiferin für die Gestapo arbeitete und half, so genannte „U-Boote“ (in Berlin während des Krieges abgetauchte Juden) aufzuspüren, um diese anschließend auszuliefern und damit ihrer Deportation und Ermordung auszusetzen. Schließlich half die Protektion Stellas auch nichts mehr, und Tony und Gerhard Goldschlag wurden am 23. Februar 1944 mit unterschiedlichen Transporten in das Ghetto Theresienstadt verschleppt. Gut sieben Monate darauf erfolgte beider Deportation nach Auschwitz. Dort wurden Tony und Gerhard Goldschlag mutmaßlich unmittelbar nach ihrer Ankunft am 3. Oktober 1944 vergast.